# Liste des cathédrales du Costa Rica

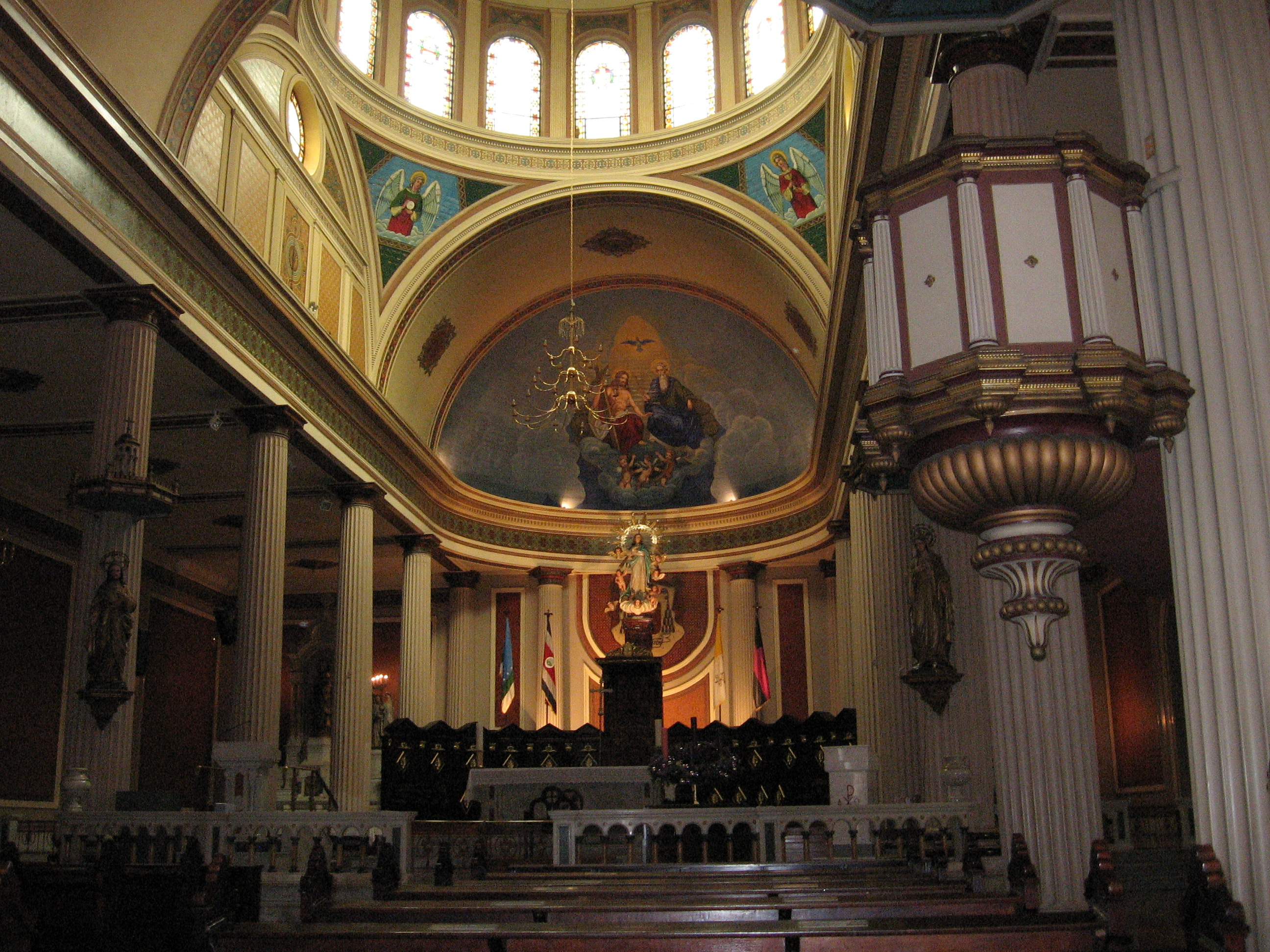
Cathédrale Métropolitaine de San José dans le centre-ville historique de la capitale costaricienne.

Cet article recense les cathédrales du Costa Rica.

## Liste[1]

### Catholicisme
- Cathédrale de la Vierge-du-Pilier d'Alajuela
- Cathédrale Notre-Dame-du-Mont-Carmel à Cartago
- Cathédrale Saint-Charles-Borromée de Ciudad Quesada
- Cathédrale du Sacré-Cœur-de-Jésus de Limón
- Cathédrale Notre-Dame-du-Mont-Carmel de Puntarenas
- Cathédrale Saint-Isidore-le-Laboureur à San Isidro de El General
- Cathédrale Métropolitaine à San José
- Cathédrale Saint-Antoine-de-Padoue de Tilarán
- Co-cathédrale de l'Immaculée-Conception de Liberia